# Trifone Altieri
Trifone Altieri detto Nuccio (Conversano, 27 settembre 1975) è un politico italiano.

## Biografia
Nasce il 27 settembre 1975 a Conversano in provincia di Bari. Si laurea in Scienze politiche alla Libera università internazionale degli studi sociali Guido Carli con una tesi sulla Turchia.
È socio della società cooperativa “Fungo Puglia” di Rutigliano, che produce e commercializza funghi coltivati.

### Attività politica
Dal 2000 al 2006 è stato capo ufficio stampa del sottosegretario alla Difesa.
Esponente di Forza Italia, dal 2004 al 2009 è stato Consigliere provinciale a Bari, mentre dal 2009 al 2014 ha ricoperto il ruolo di Vicepresidente provinciale.
Alle elezioni politiche del 2013 è candidato alla Camera dei Deputati, nella circoscrizione Puglia, nelle liste del Popolo della Libertà, risultando il secondo dei non eletti.
Il 16 novembre 2013, con la sospensione delle attività del Popolo della Libertà, aderisce a Forza Italia.

#### Elezione a deputato
Il 26 settembre 2014, in seguito alle dimissioni di Antonio Leone (eletto componente del CSM), diviene deputato della XVII legislatura.
Il 30 maggio 2015, in disaccordo con le scelte politiche di Silvio Berlusconi, abbandona Forza Italia per aderire a Conservatori e Riformisti di Raffaele Fitto.
Il 19 novembre 2015 passa al Gruppo misto, aderendo alla componente dei Conservatori e Riformisti.
L'8 novembre 2017 abbandona Direzione Italia e passa a Noi con Salvini, movimento politico della Lega Nord presente nel mezzogiorno d'Italia.
Alle elezioni politiche del 2018 è ricandidato alla Camera dei Deputati, nel collegio uninominale di Monopoli sostenuto dalla coalizione di centro-destra (in quota Lega) ma non viene eletto.
In occasione delle elezioni regionali in Puglia del 2020 viene inizialmente indicato dalla Lega come possibile candidato alla presidenza della regione; in seguito però alle resistenze sia di Forza Italia sia di Fratelli d'Italia, che avevano dichiarato la loro preferenza per Raffaele Fitto, anche la Lega converge sul nome dell'eurodeputato ed ex presidente della Puglia.

### Presidenza dell'Invimit
Nel dicembre 2018, durante il governo Conte I, per decisione di Matteo Salvini, Giovanni Tria e Giancarlo Giorgetti viene nominato presidente dell'Invimit, la SGR del Ministero dell'Economia e delle Finanze che si occupa di valorizzare e dismettere il patrimonio immobiliare dello Stato. Nel 2023 viene nominato dal Governo Meloni nel consiglio d'amministrazione di Leonardo.